# I Giochi olimpici giovanili invernali

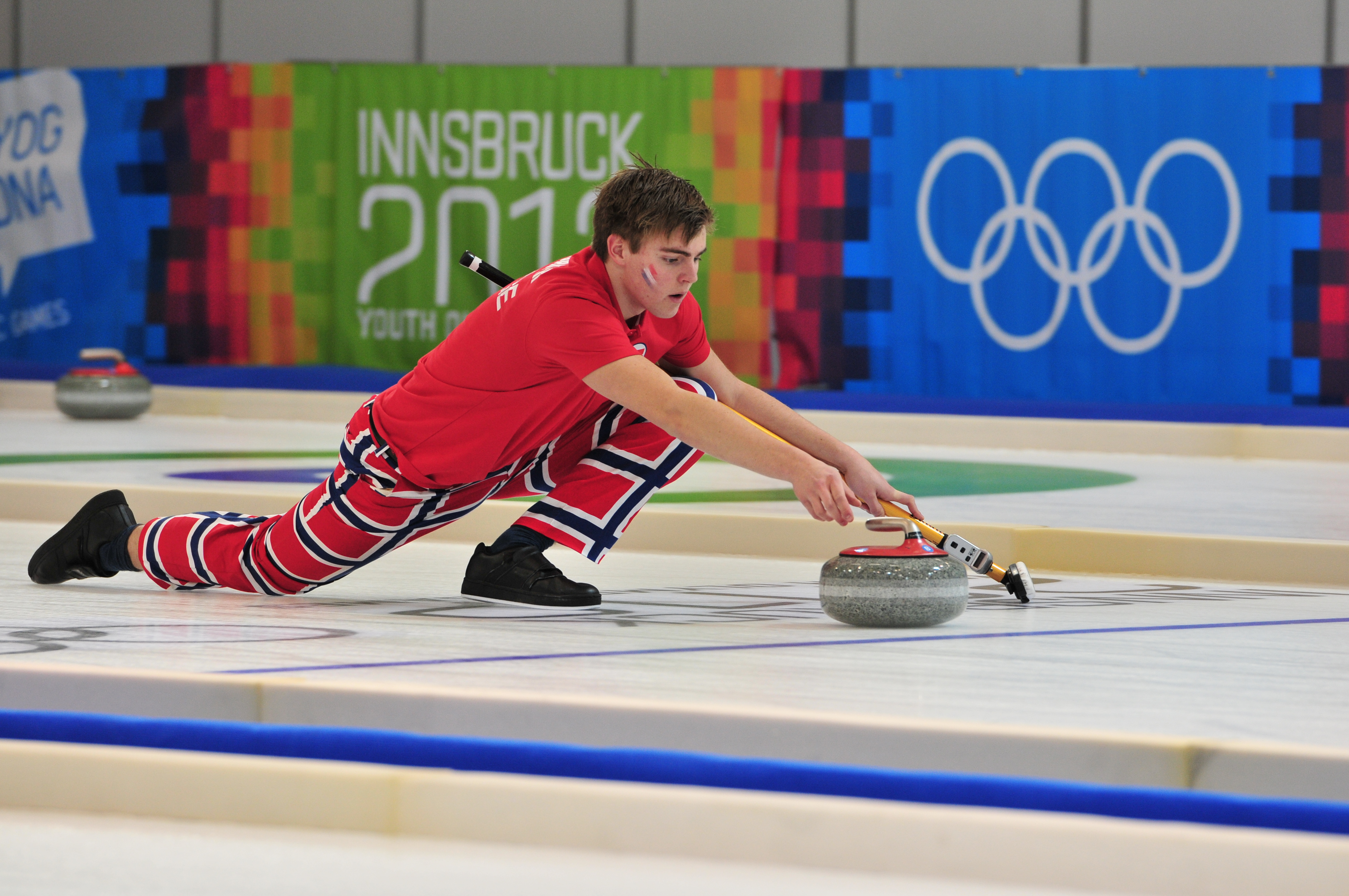
Martin Sesaker, rappresentante della Norvegia nel curling ai Giochi olimpici giovanili invernali del 2012.

I I Giochi olimpici giovanili invernali (in tedesco I. Olympischen Jugend-Winterspiele) si sono svolti a Innsbruck, in Austria dal 13 al 22 gennaio 2012.

## Assegnazione
La città austriaca è stata eletta il 12 dicembre 2008 per 84 voti a 15 contro la città di Kuopio  Finlandia.

### Calendario
- 6 marzo 2008: I Comitati Olimpici Nazionali devono presentare al CIO i nomi delle proprie città candidate;
- 19 giugno 2008: Le città inviano i documenti di candidatura[2];
- 2 agosto 2008: Il CIO annuncia la shortlist delle città candidate[3];
- ottobre 2008: La Commissione di Valutazione invia il proprio report al Comitato Esecutivo del CIO;
- 3 novembre 2008: Il Comitato Esecutivo invia ai membri del CIO le proprie raccomandazioni;
- 12 dicembre 2008: Annuncio della città organizzatrice dei I Giochi olimpici giovanili invernali.

Il contratto di assegnazione è stato firmato il 15 gennaio 2009.

### Città candidate
Il 3 novembre 2008 il Comitato Olimpico Internazionale ha reso noti i nomi delle due città finaliste:
- Innsbruck  Austria

Sebbene la proposta di candidatura austriaca avesse numerosi punti positivi, quali un concept compatto con un unico villaggio olimpico, un forte sostegno governativo, grande esperienza in organizzazione di eventi internazionali e un buon programma culturale ed educativo, la commissione indicò alcuni punti su cui lavorare. Tra questi le modalità di acquisizione del terreno di proprietà del Ministero della Difesa austriaco su cui dovrebbe sorgere il villaggio olimpico, oltre che il costo dell'affitto di molte strutture per cui il comitato organizzatore non fornì particolari dettagli. Il budget indicato per l'evento è di 22.5 milioni di dollari.
- Kuopio  Finlandia

La proposta finlandese venne giudicata positivamente dalla Commissione di valutazione, soprattutto grazie al forte sostegno governativo, a un piano compatto e con un singolo villaggio olimpico, a un buon programma educativo e culturale e a un buon livello di esperienza in organizzazione di eventi internazionali. Venne però individuato un punto di debolezza nel budget proposto, circa 14 milioni di dollari, che potrebbe non essere sufficiente per i livelli di servizio richiesti.
Le altre due città che presentarono domanda per l'organizzazione dei GOG e che però vennero considerate non idonee dalla Commissione di Valutazione, furono:
- Harbin  Cina

Uno dei problemi principali della candidatura cinese era la presenza di tre villaggi olimpici che avrebbero portato a un progetto piuttosto disperso, il quale non avrebbe consentito agli atleti di sperimentare pienamente lo spirito dei Giochi olimpici giovanili. Inoltre vennero presentati dubbi su alcune garanzie che avrebbero dovute essere prerogativa del governo cinese, ma che invece la candidatura assegnava al governo locale e regionale. Un ulteriore elemento che portò all'esclusione di Harbin fu la mancanza di dettaglio e creatività nel programma educativo e culturale proposto. Altro problema evidenziato fu la distanza di 150 km fra la città di Harbin, sede delle gare degli sport di ghiaccio da quella di Yabuli, sede degli sport da neve (si noti che inizialmente la candidatura si basava addirittura su tre cluster, il terzo dei quali sito in Mao Ershan). La proposta di candidatura era basata su un budget di circa 43 milioni di dollari.
- Lillehammer  Norvegia

Il comitato di valutazione constatò che la proposta norvegese era piuttosto robusta tecnicamente, abbastanza compatta e faceva un buon uso delle strutture già esistenti, appoggiandosi inoltre a una solida esperienza nell'organizzazione di eventi. Si notò però che la mancanza di dettagli e garanzie riguardo al progetto rendeva particolarmente difficile calcolare il grado di rischio legato a questa candidatura. Inoltre dal punto di vista economico non erano garantiti i 19 milioni di dollari che avrebbe dovuto versare il governo nazionale norvegese al comitato organizzatore ed era preventivato un contributo del CIO troppo sostanzioso.
La commissione era formata da:
- Pernilla Wiberg, membro CIO e capo della commissione
- Victor Khotochkin
- Fredi Schmid
- Martin Rutishauser
- Gilbert Felli, Direttore Esecutivo dei Giochi Olimpici
- Christophe Dubi
- Essar Gabriel, capo dei Giochi olimpici giovanili

## Sviluppo e preparazione

### Simboli

#### Torcia

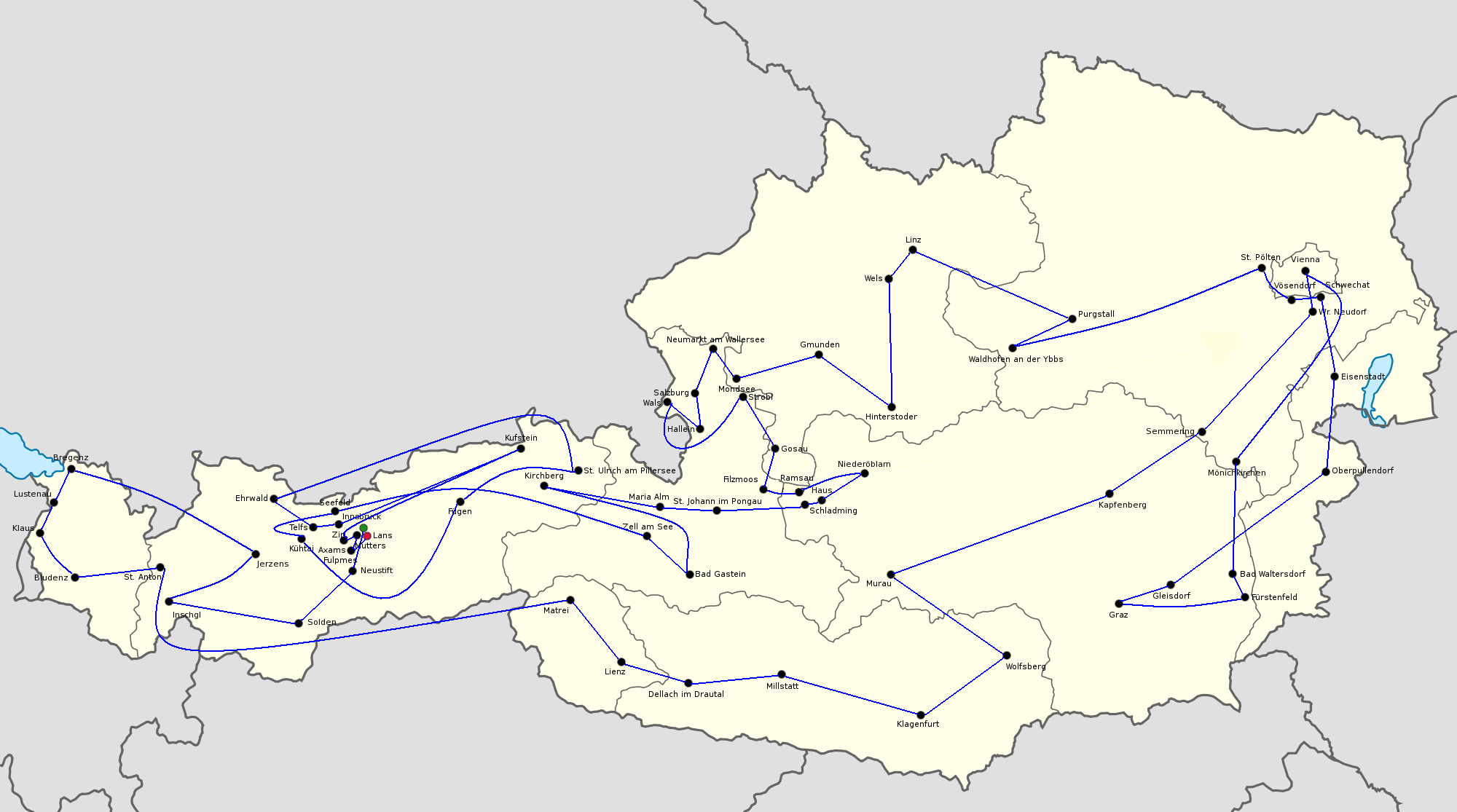
Percorso della torcia olimpica dei I Giochi olimpici giovanili invernali

La torcia olimpica ha seguito il tradizionale rito dell'accensione di un braciere tramite i raggi del sole nell'Heraion di Olimpia, da qui questo fuoco è stato portato nello Stadio Panathinaiko dove, il 17 dicembre 2011, è stato utilizzato per accendere la torcia, con il rituale del passaggio del fuoco alla città che ospiterà i Giochi.
La fiaccola olimpica è quindi giunta in Austria il 27 dicembre 2011, e, passando di mano in mano a 2012 tedofori attraverso 65 città, è arrivata allo stadio Bergisel il 13 gennaio 2012, nel corso della cerimonia di apertura dei Giochi, portata dall'ex-sciatore Leonhard Stock per l'accensione dei tre bracieri olimpici, rappresentanti le tre edizioni delle Olimpiadi ospitate dalla città austriaca. I bracieri sono stati accesi rispettivamente da Egon Zimmermann, campione olimpico a Innsbruck 1964, da Franz Klammer, campione olimpico a Innsbruck 1976, e da Paul Gerstgraser, giovane combinatista nordico che ha gareggiato in questi I giochi olimpici giovanili invernali.

## I Giochi

### Discipline
Il programma di questi primi Giochi olimpici giovanili invernali ha previsto competizioni in 15 discipline:
| Disciplina              | Maschile | Femminile | Misti | Totali |
| ----------------------- | -------- | --------- | ----- | ------ |
| Biathlon                | 2        | 2         | 1     | 5      |
| Bob                     | 1        | 1         |       | 2      |
| Combinata nordica       | 1        |           |       | 1      |
| Curling                 |          |           | 2     | 2      |
| Freestyle               | 2        | 2         |       | 4      |
| Hockey su ghiaccio      | 2        | 2         |       | 4      |
| Pattinaggio di figura   | 1        | 1         | 3     | 5      |
| Pattinaggio di velocità | 4        | 4         |       | 8      |
| Salto con gli sci       | 1        | 1         | 1     | 3      |
| Sci alpino              | 4        | 4         | 1     | 9      |
| Sci di fondo            | 2        | 2         | 1     | 5      |
| Short track             | 2        | 2         | 1     | 5      |
| Skeleton                | 1        | 1         |       | 2      |
| Slittino                | 2        | 1         | 1     | 4      |
| Snowboard               | 2        | 2         |       | 4      |
| Totale (15 discipline)  | 27       | 25        | 11    | 63     |

### Calendario degli eventi
Nel seguente calendario ogni quadrato blu rappresenta un evento di qualificazione in quel giorno. I quadrati gialli rappresentano le giornate durante le quali si tengono le finali, valide per l'assegnazione delle medaglie, per una data disciplina. Ogni pallino in questi quadrati rappresenta una finale, il numero di pallini in ogni quadrato rappresenta il numero di finali che si terranno quel giorno.
| ● | Cerimonia di apertura |  | Qualificazioni | ● | Finali |  | Gran galà | ● | Cerimonia di chiusura |

| Gennaio                 | 13 V | 14 S | 15 D | 16 L | 17 M | 18 M | 19 G | 20 V | 21 S | 22 D | Medaglie d'oro |
| ----------------------- | ---- | ---- | ---- | ---- | ---- | ---- | ---- | ---- | ---- | ---- | -------------- |
| Biathlon                |      |      | ●    | ●    |      |      | ●    |      |      |      | 5              |
| Bob                     |      |      |      |      |      |      |      |      |      | ●    | 2              |
| Combinata nordica       |      |      | ●    |      |      |      |      |      |      |      | 1              |
| Curling                 |      |      |      |      |      | ●    |      |      |      | ●    | 2              |
| Freestyle               |      |      | ●    |      |      |      |      | ●    |      |      | 4              |
| Hockey su ghiaccio      |      |      |      |      |      |      | ●    |      |      | ●    | 4              |
| Pattinaggio di figura   |      |      |      | ●    | ●    |      |      |      | ●    |      | 5              |
| Pattinaggio di velocità |      | ●    |      | ●    |      | ●    |      | ●    |      |      | 8              |
| Salto con gli sci       |      | ●    |      |      |      |      |      | ●    |      |      | 3              |
| Sci alpino              |      | ●    | ●    |      | ●    | ●    | ●    | ●    | ●    |      | 9              |
| Sci di fondo            |      |      |      |      | ●    |      | ●    |      | ●    |      | 5              |
| Short track             |      |      |      |      |      | ●    | ●    |      | ●    |      | 5              |
| Skeleton                |      |      |      |      |      |      |      |      | ●    |      | 2              |
| Slittino                |      |      | ●    | ●    | ●    |      |      |      |      |      | 4              |
| Snowboard               |      |      | ●    |      |      |      |      | ●    |      |      | 4              |
| Totale medaglie d'oro   |      | 6    | 10   | 8    | 6    | 6    | 8    | 8    | 6    | 5    | 63             |
| Cerimonie               | ●    |      |      |      |      |      |      |      |      | ●    |                |
| Gennaio                 | 13 V | 14 S | 15 D | 16 L | 17 M | 18 M | 19 G | 20 V | 21 S | 22 D |                |

## Medagliere
| Posizione | Paese         | Oro | Argento | Bronzo | Totale |
| --------- | ------------- | --- | ------- | ------ | ------ |
| 1         | Germania      | 8   | 7       | 2      | 17     |
| 2         | Cina          | 7   | 4       | 4      | 15     |
| 3         | Austria       | 6   | 4       | 3      | 13     |
| 4         | Corea del Sud | 6   | 3       | 2      | 11     |
| 5         | Russia        | 5   | 4       | 7      | 16     |
| 6         | Paesi Bassi   | 4   | 1       | 2      | 7      |
| 7         | Svizzera      | 3   | 0       | 5      | 8      |
| 8         | Giappone      | 2   | 5       | 9      | 16     |
| 9         | Norvegia      | 2   | 5       | 2      | 9      |
| 10        | Stati Uniti   | 2   | 3       | 3      | 8      |
| 11        | Francia       | 2   | 2       | 5      | 9      |
| 12        | Italia        | 2   | 2       | 1      | 5      |
| 13        | Finlandia     | 2   | 2       | 0      | 4      |
| 13        | Svezia        | 2   | 2       | 0      | 4      |
| 15        | Canada        | 2   | 1       | 6      | 9      |
| 16        | Slovenia      | 1   | 4       | 2      | 7      |
| 17        | Lettonia      | 1   | 1       | 1      | 3      |
| 18        | Rep. Ceca     | 1   | 1       | 0      | 2      |
| 19        | Marocco       | 1   | 0       | 0      | 1      |
| 19        | Slovacchia    | 1   | 0       | 0      | 1      |
| 21        | Estonia       | 0   | 2       | 0      | 2      |
| 21        | Ungheria      | 0   | 2       | 0      | 2      |
| 23        | Kazakistan    | 0   | 1       | 2      | 3      |
| 24        | Belgio        | 0   | 1       | 0      | 1      |
| 24        | Bielorussia   | 0   | 1       | 0      | 1      |
| 24        | Regno Unito   | 0   | 1       | 0      | 1      |
| 24        | Ucraina       | 0   | 1       | 0      | 1      |
| 28        | Australia     | 0   | 0       | 2      | 2      |
| 29        | Andorra       | 0   | 0       | 1      | 1      |
| 29        | Monaco        | 0   | 0       | 1      | 1      |
| Totale    | Totale        | 63  | 63      | 63     | 189    |